# Jean Dax (seigneur d'Axat)
Pour les articles homonymes, voir Dax (homonymie).
Jean Dax, seigneur de Leuc, La Serpent, Trèbes et Axat, mort en 1495 au siège de Gaète, fut lieutenant du sénéchal de Carcassonne en 1483, lieutenant du sénéchal au comté et pays de Roussillon et Cerdagne de 1489 à 1491, viguier de Carcassonne en 1491 puis conseiller et chambellan du roi Charles VIII et grand prévôt des maréchaux au royaume de Sicile.

## Famille
Membre de la famille Dax, il est le fils aîné d'Arnaud Dax, seigneur de Leuc, La Serpent, Axat en 1457, marchand bourgeois et consul de Carcassonne en 1452, 1458, 1465 et 1472, anobli par lettres patentes du roi Charles VII du 1er juillet 1457 et de Jordanne Taverne, fille de noble Pierre Taverne, marchand drapier de Carcassonne,,, d'une famille de consuls de Carcassonne également.
Écuyer, Seigneur de Leuc, La Serpent, Trèbes et Axat, il fait une très belle alliance en épousant 22 août 1476 Constance de Narbonne, fille de Nicolas de Narbonne-Taleiran, seigneur de Nébias, lieutenant du roi en Languedoc et de Judith de Lévis-Léran, dont il eut 3 fils et 3 filles : François, seigneur de Leuc et de La Serpent, Pierre, seigneur d'Axat, Antoine, seigneur de Trévas, abbé de Saint-Polycarpe et évêque d’Alet, en 1564, président par ordonnance royale des États de Languedoc réunis à Carcassonne en 1569,, Jordette, Claire et Isabeau.

## Fonctions et charges occupées
Jean Dax est rentier principal de l'évêché de Carcassonne de 1480 à 1482. Exacteur des deniers royaux de Carcassonne en 1483 et de la taille de Saint-Martin le Vieil en 1486. Il devient lieutenant du sénéchal de Carcassonne en 1483 et lieutenant du sénéchal au comté et pays de Roussillon et Cerdagne de 1489 à 1491,. En 1491, il est viguier de Carcassonne.

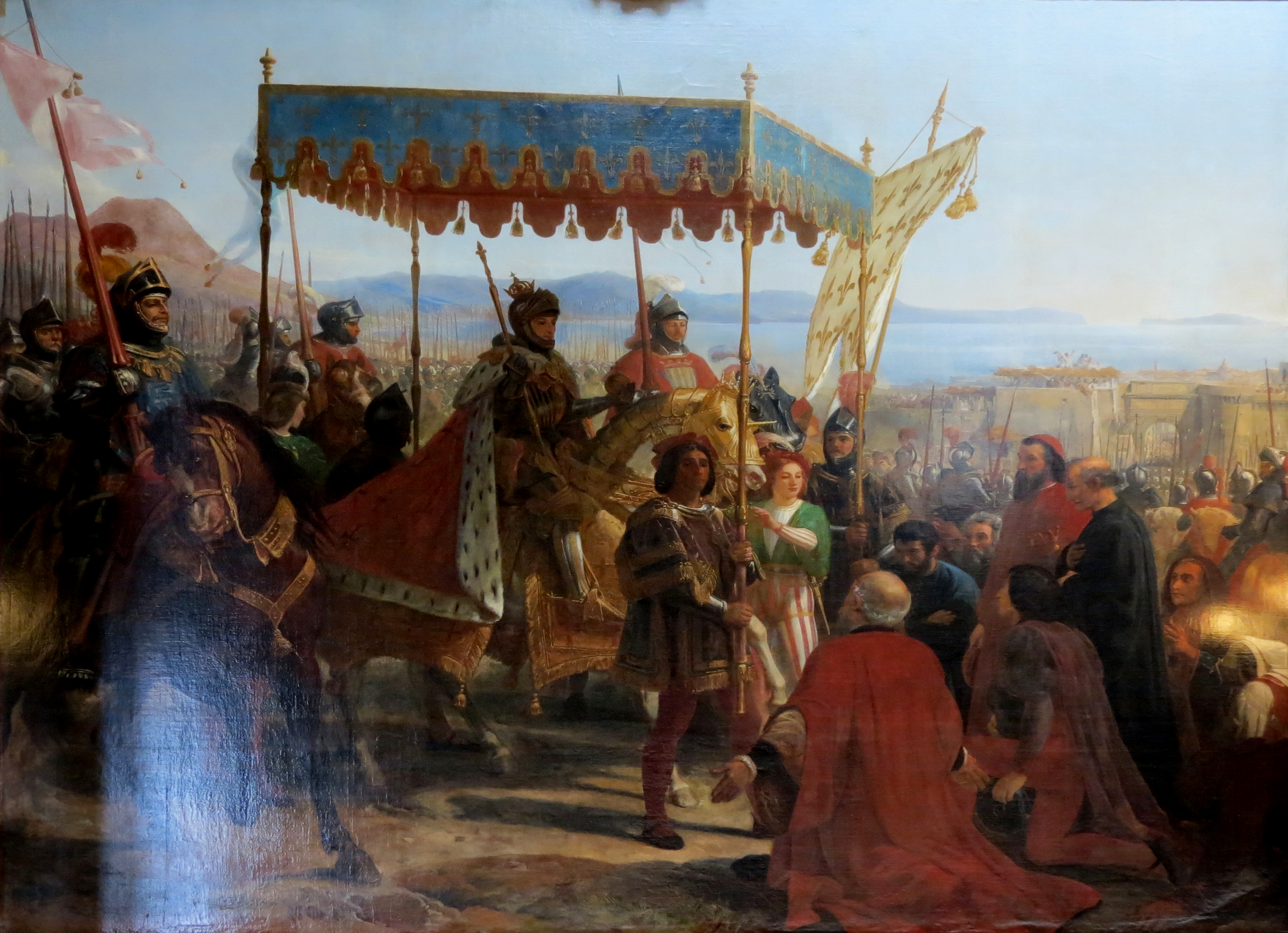
L'entrée de Charles VIII à Naples, 12 mai 1495

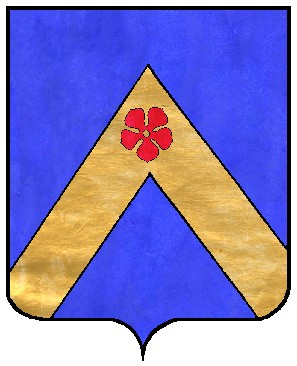
DECVS
ET TVTAMEN
IN ARMIS
(Énéide, Livre V, v. 262)
armes et devise de la famille (de) Dax d'Axat et de Cessales

Il reçoit l'ordre du roi Charles VIII d'aller servir dans son armée contre le roi de Naples et de Sicile et fait son testament le 15 décembre 1494. Nommé conseiller et chambellan du roi Charles VIII et grand prévôt des maréchaux de France dans le royaume de Sicile, il fait partie en septembre 1494 des seigneurs de la province de Languedoc qui accompagnent le roi Charles VIII lors de la Première guerre d'Italie (1494-1497) et qui sont avec lui à Asti. Il  accompagne alors le roi Charles VIII à Naples et est tué au siège de Gaète en mai 1495 quelques jours avant l'entrée solennelle du roi Charles VIII à Naples, 12 mai 1495. Sa présence auprès du roi est attestée par l'Histoire générale de Languedoc qui dit à ce sujet : « Le roi… partit de Lyon… (le) duc de Noles étoit à sa suite avec divers seigneurs de la province, entre lesquels étoient Jean de Foix vicomte de Narbonne… Jean Dax, seigneur de Serpente (notons que c'est ici l'antique nom de la seigneurie de La Serpent qui est employé : « castrum de Serpente »), viguier de Carcassonne qui mourut à cette expédition ».
Après la mort au combat de son époux, Constance de Narbonne sa veuve, obtient du roi par lettres qu'il accorde à Lyon le 13 avril 1496, qu’en considération des services de son mari, ses enfants, en bas âge, seraient exempts à l'avenir du ban et de l'arrière-ban.